# Martin Sauer (Sozialpädagoge)
Martin Sauer (* 1948 in Bielefeld) ist ein deutscher Sozialpädagoge, Theologe und Inhaber des Lehrstuhls für Sozialmanagement und Personalarbeit an der Fachhochschule der Diakonie in Bielefeld. Er war von 2007 bis März 2013 zudem Rektor. Seit 2018 ist er Bezirksbürgermeister von Schildesche.

## Leben
Sauer studierte evangelische Theologie an der Kirchlichen Hochschule Bethel sowie parallel Erziehungswissenschaft mit der Fachrichtung Sozialpädagogik an der Universität Tübingen. Das Diplom erwarb er im Jahre 1975, 1979 wurde er zum Dr. rer. soc. promoviert. Martin Sauer war pädagogischer Mitarbeiter in Einrichtungen der Behindertenhilfe und der Jugendhilfe sowie Lehrer für Pädagogik, Psychologie, Soziologie und Heilpädagogik an einer Fachschule für Sozialpädagogik. Im evangelischen Johanneswerk Bielefeld war er zuerst Leiter der Abteilung Beratung und später Personalentwicklung und arbeitete danach als Geschäftsführer des Evangelischen Bildungszentrums für Gesundheitsberufe.
Martin Sauer war als Projektleiter am Aufbau der überregional ausgerichteten Fachhochschule der Diakonie beteiligt. Seitdem die private Fachhochschule im Oktober 2006 den Lehrbetrieb aufgenommen hat, nimmt er die Professur für Sozialmanagement und Personalarbeit wahr. Im August 2007 hat Sauer das Rektoratsamt von Gründungsrektor Hanns-Stephan Haas übernommen. 2013 ging Sauer in den Ruhestand. Sein Nachfolger wurde Thomas Zippert.
Seit 2004 ist Martin Sauer Mitglied der Bezirksvertretung des Bielefelder Stadtbezirks Schildesche. 2015 wurde er zum stv. Bezirksbürgermeister gewählt, 2018 zum Bezirksbürgermeister. Er gehört der Fraktion Bündnis 90/Die Grünen an.

## Schriften (Auswahl)
- Heimerziehung und Familienprinzip. Reihe: Kritische Texte Sozialarbeit, Sozialpädagogik, soziale Probleme. Neuwied 1979, ISBN 3-472-58042-9
- zusammen mit Michael Conty: Behindertenhilfe entwickeln. Fachliche Perspektiven und unternehmerische Herausforderungen. Bethel Beiträge Nr. 60, Bielefeld 2010
- zusammen mit Frank Dieckbreder und Susanne M.Koschmider: Kita-Management. Haltungen – Methoden – Perspektiven. Vandenhoeck&Ruprecht, Göttingen 2014